# Amarantine
Amarantine é o sexto álbum de estúdio da cantora, compositora e musicista irlandesa Enya, lançado em 21 de novembro de 2005, pela Warner Bros. Records. 
Após o lançamento de seu box de compilação de 2002, Only Time - The Collection, Enya fez uma pequena pausa antes de começar a trabalhar em um novo álbum, em setembro de 2003, seu primeiro desde A Day Without Rain (2000). Amarantine foi gravado na Irlanda, com seus parceiros de gravação de longa data, o arranjador e produtor Nicky Ryan, e sua esposa, a letrista Roma Ryan. Este é o primeiro álbum de Enya a não incluir uma canção em irlandês, e o primeiro a incluir canções cantadas em japonês e loxian, uma linguagem fictícia criada por Roma.
Amarantine recebeu críticas mistas dos críticos, mas foi um sucesso comercial e alcançou a sexta posição na parada Billboard 200 nos Estados Unidos, onde vendeu um milhão de cópias em seu primeiro mês de lançamento, e a oitava posição na parada britânica UK Albums Chart.Enya lançou dois singles do álbum, "Amarantine" e "It's in the Rain". Uma Edição Especial de Natal foi lançada em 2006. Para promover o álbum, Enya fez várias entrevistas e apresentações na televisão, incluindo o World Music Awards de 2006. Em 2007, o álbum rendeu a Enya seu quarto prêmio Grammy Award de Melhor Álbum de New Age. De acordo com a Nielsen SoundScan, Amarantine foi o terceiro álbum de new age mais vendido dos anos 2000 nos Estados Unidos.

## Lista de faixas
Todas as músicas compostas por Enya, todas as letras escritas por Roma Ryan, e todas as faixas produzidas por Nicky Ryan, exceto "Adeste, Fideles" e "We Wish You a Merry Christmas", com arranjos de Enya e N. Ryan.
| Amarantine – Edição padrão |                                |         |  |
| N.º                        | Título                         | Duração |  |
| 1.                         | "Less Than a Pearl"            | 3:44    |  |
| 2.                         | "Amarantine"                   | 3:13    |  |
| 3.                         | "It's in the Rain"             | 4:08    |  |
| 4.                         | "If I Could Be Where You Are"  | 4:01    |  |
| 5.                         | "The River Sings"              | 2:49    |  |
| 6.                         | "Long Long Journey"            | 3:17    |  |
| 7.                         | "Sumiregusa"                   | 4:42    |  |
| 8.                         | "Someone Said Goodbye"         | 4:02    |  |
| 9.                         | "A Moment Lost"                | 3:08    |  |
| 10.                        | "Drifting"                     | 4:12    |  |
| 11.                        | "Amid the Falling Snow"        | 3:38    |  |
| 12.                        | "Water Shows the Hidden Heart" | 4:39    |  |
| Duração total:             | Duração total:                 | 45:33   |  |

| Amarantine – Edição especial de Natal (CD2) |                                 |         |  |
| N.º                                         | Título                          | Duração |  |
| 1.                                          | "Adeste, Fideles"               | 3:58    |  |
| 2.                                          | "The Magic of the Night"        | 3:34    |  |
| 3.                                          | "We Wish You a Merry Christmas" | 3:40    |  |
| 4.                                          | "Christmas Secrets"             | 3:47    |  |
| Duração total:                              | Duração total:                  | 60:32   |  |

## Certificações e vendas
| Críticas profissionais                                                      | Críticas profissionais |
| Avaliações da crítica                                                       | Avaliações da crítica  |
| Fonte                                                                       | Avaliação              |
| --------------------------------------------------------------------------- | ---------------------- |
| Allmusic                                                                    | [ 1 ]                  |
| Esta tabela precisa de ser acompanhada por texto em prosa. Consulte o guia. |                        |

| País           | Associação | Certificações | Vendas    |
| -------------- | ---------- | ------------- | --------- |
| Alemanha       | BVMI       | 3× Ouro       | 365,000   |
| Argentina      | CAPIF      | Ouro          | 20,000    |
| Australia      | ARIA       | Platina       | 70,000    |
| Bélgica        | BEA        | Platina       | 50,000    |
| Brasil         | ABPD       | Ouro          | 50,000    |
| Dinamarca      | IFPI       | Ouro          | 20,000    |
| Espanha        | PROMUSICAE | Ouro          | 40,000    |
| Estados Unidos | RIAA       | Platina       | 1,400,000 |
| Europa         | IFPI       | Platina       | 1,000,000 |
| França         | SNEP       | Platina       | 260,000   |
| Hungria        | Mahasz     | Ouro          | 5,000     |
| Irlanda        | IRMA       | Platina       | 15,000    |
| Italia         | FIMI       | Platina       | 80,000    |
| Japão          | RIAJ       | 2× Platina    | 500,000   |
| México         | AMPROFON   | Ouro          | 50,000    |
| Nova Zelândia  | RIANZ      | Platina       | 15,000    |
| Países Baixos  | NVPI       | Platina       | 80,000    |
| Polónia        | ZPAV       | Ouro          | 10,000    |
| Portugal       | AFP        | Platina       | 20,000    |
| Reino Unido    | BPI        | Prata         | 60,000    |
| Suécia         | IFPI       | Ouro          | 30,000    |
| Suíça          | IFPI       | 2× Platina    | 80,000    |

## Charting Singles
| Ano  | Single                 | Chart                     | Posição |
| ---- | ---------------------- | ------------------------- | ------- |
| 2005 | "Amarantine"           | Adult Contemporary (U.S.) | 10      |
| 2006 | "Someone Said Goodbye" | Adult Contemporary (U.S.) | 26      |
| 2005 | "Amarantine"           | UK Singles Chart          | 53      |
| 2005 | "Amarantine"           | Oricon Weekly Single 100  | 67      |